# NGC 152

NGC 152

NGC 152 هي مجرة تتبع كوكبة الطوقان. اكتشفها جون هيرشل في 20 سبتمبر 1835.

## روابط خارجية
- NGC 152 على موقع ويكي سكاي: DSS2, SDSS, GALEX, IRAS, Hydrogen α, X-Ray, Astrophoto, Sky Map, Articles and images